# Wake Up Everybody
"Wake Up Everybody"  uma versão cover que foi lançada em 21 de Setembro de 2004 para coincidir com a eleição presidencial daquele ano. A nova versão conta com a participação de vários artistas da música que fazem um apelo à juventude para sair e votar. Babyface foi o responsável pela produção da música.

## Artistas
- Akon
- Ashanti
- Babyface
- Brandy
- Claudette Ortiz
- Eve
- Fabolous
- Faith Evans
- Floetry
- Jadakiss
- Jaheim
- Jamie Foxx
- Jon B
- Marques Houston
- Mary J. Blige
- Miri Ben-Ari
- Missy Elliott
- Monica
- Musiq Soulchild
- Omarion
- Rev Run
- Wyclef Jean